# كونور لين
كونور لين (بالإنجليزية: Conor Lyne)‏ هو متزحلق جبال الألب أيرلندي، ولد في 24 فبراير 1993 في ريدنغ في المملكة المتحدة.

## وصلات خارجية
- كونور لين على موقع الاتحاد الدولي للتزلج (التزلج على المنحدرات الثلجية) (الإنجليزية)
- كونور لين على موقع أوليمبيديا (الإنجليزية)